# Bogertophis
Genre
Bogertophis est un genre de serpents de la famille des Colubridae.

## Description

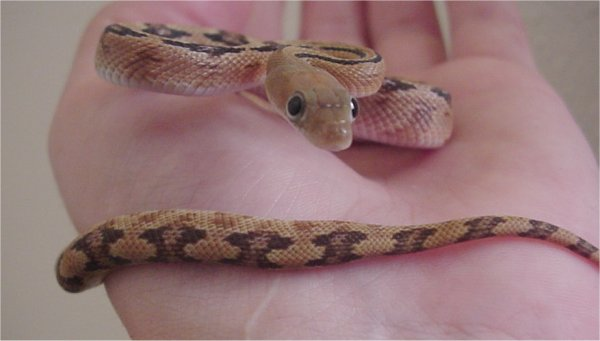
Juvénile

## Répartition
Les espèces de ce genre se rencontrent dans le sud des États-Unis (Californie, Nouveau-Mexique et Texas) et au Mexique.

## Étymologie
Le nom de ce genre a été choisi en l'honneur de Charles Mitchill Bogert, herpétologue américain.

## Liste d'espèces
Selon The Reptile Database (11 août 2011) :
- Bogertophis rosaliae (Mocquard, 1899)
- Bogertophis subocularis (Brown, 1901)

## Publication originale
- Dowling & Price, 1988 : A proposed new genus for Elaphe subocularis and Elaphe rosaliae. The Snake, vol. 20, p. 52-63